# Achziv

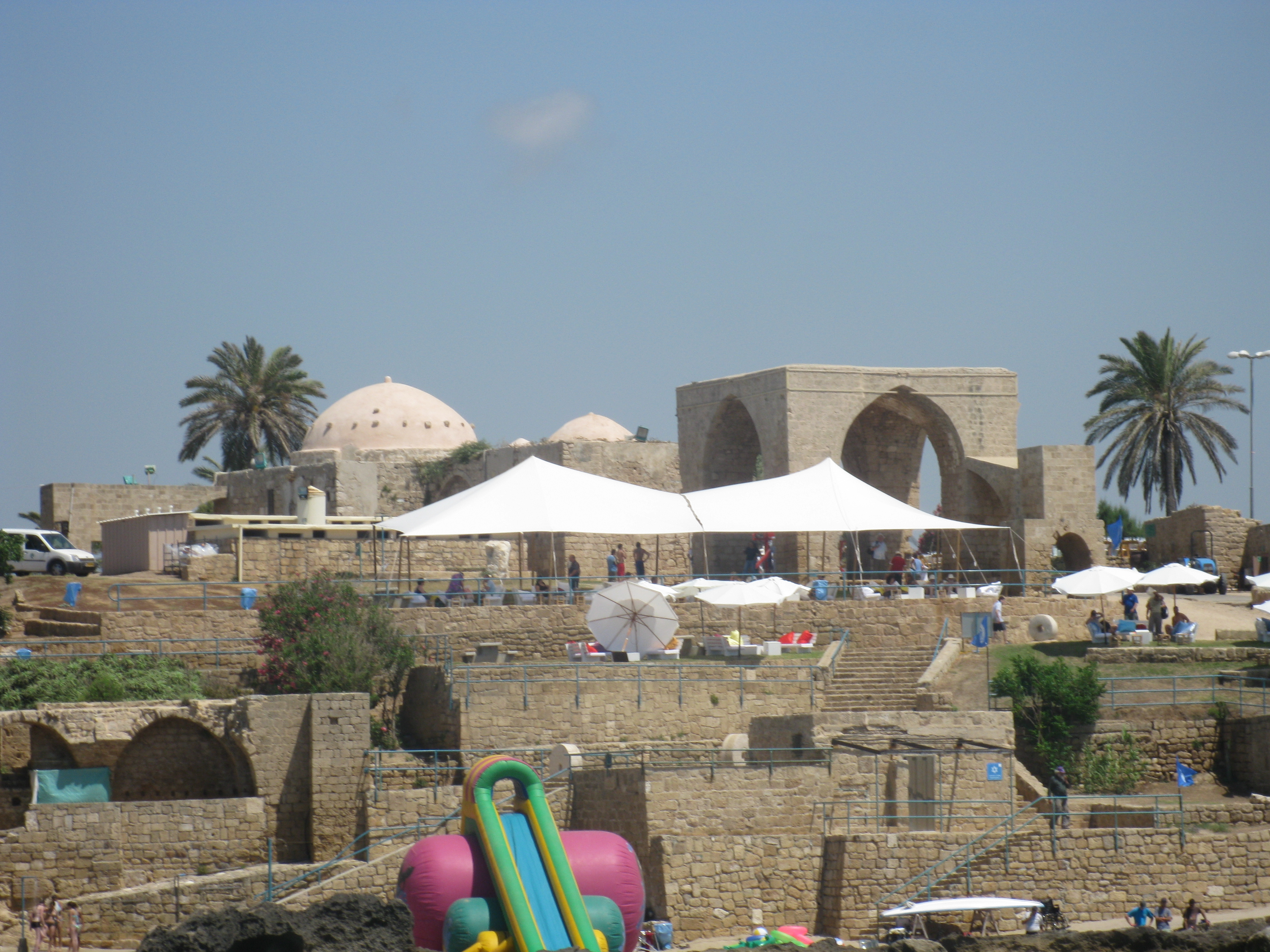
Celkový pohled na Achziv

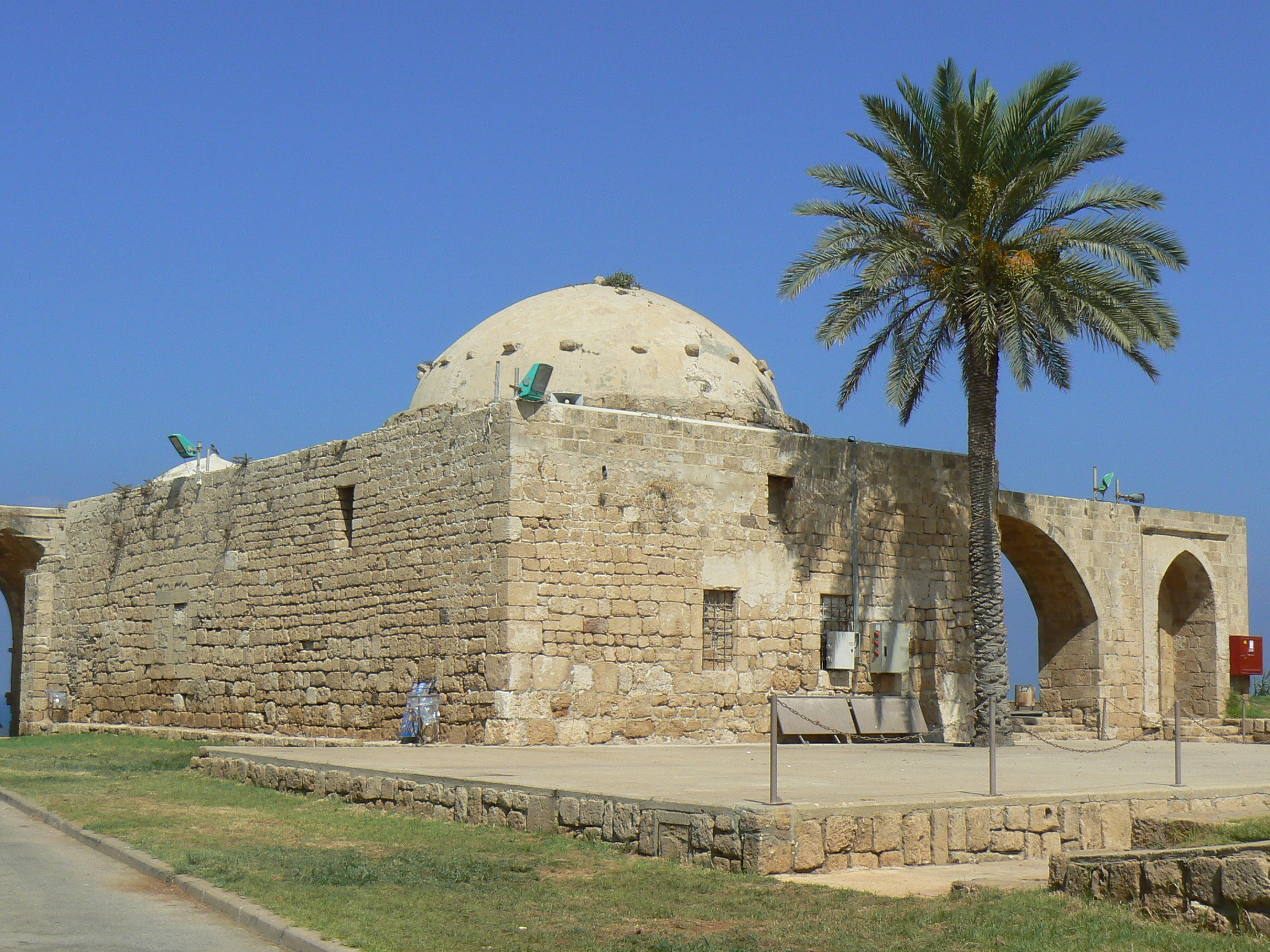
Historická zástavba v Achzivu

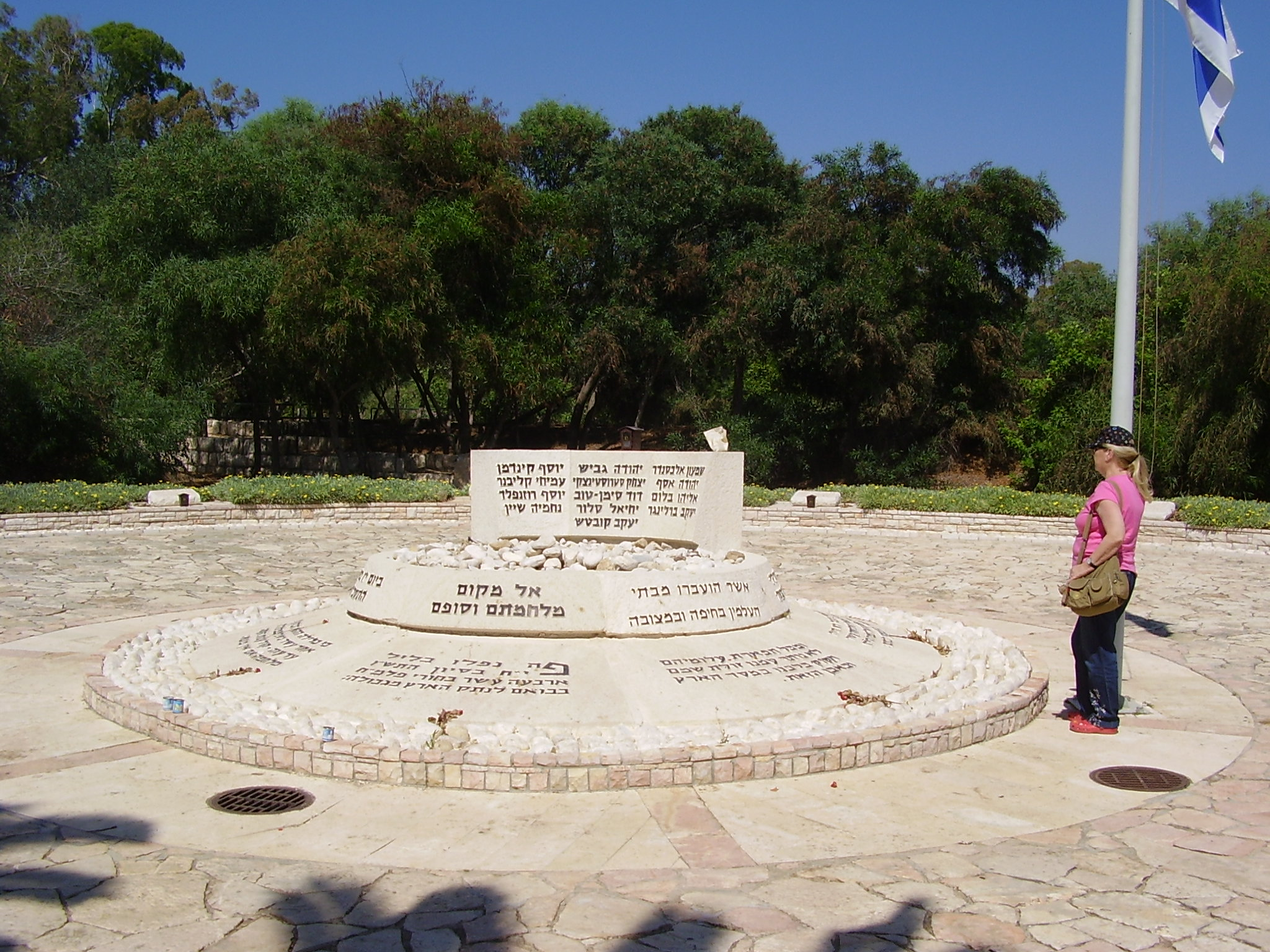
Památník vojákům padlým během Noci mostů roku 1946 v Achzivu

Achziv (hebrejsky אכזיב) je starověké sídliště na břehu Středozemního moře v západní Galileji, asi 5 km severně od Naharije. Leží v místech, kde se do moře vlévá vádí Nachal Kaziv. Dnes je tato lokalita chráněna jako národní park, jenž zahrnuje také zbytky arabské vesnice al-Zeeb, opuštěné roku 1948. Jižně od areálu také do moře ústí vádí Nachal Ša'al.

## Historie
Sídliště Achziv je zmiňováno již v biblické knize Jozue: Joz 19, 29 (Kral, ČEP). Podle nálezů a vykopávek, provedených v této oblasti, je možné vyvodit, že Achziv byl v době železné obchodním městem a kvetoucím městem bylo i v několika prvních staletích našeho letopočtu.
Římané znali toto místo jako Ecdippa. Křižácké prameny ji nazývali Casal Lambertie nebo Imbert. V období křížových výprav stála v Achzivu křižácká pevnost, jejíž zbytky byly při archeologických vykopávkách nalezeny spolu s hospodářskými budovami či hřbitovy.
Lokalita byla dobyta Mamlúky v 13. století a v následujícím období byl bývalý Achziv (arabsky al-Zeeb) obýván Araby. Tato arabská vesnice al-Zeeb se rozkládala na břehu moře, přímo u ústí Nachal Kaziv. Stála tu mešita a základní škola založená roku 1882. Roku 1931 měl al-Zeeb 1059 obyvatel a 251 domů.
Během Noci mostů 16. června 1946 vyhodilo 43 bojovníků Palmachu v Achzivu současně silniční a železniční most přes Nachal Kaziv. Bojovníkům, kteří při této operaci zahynuli, byl na tomto místě vztyčen památník.
Při první arabsko-izraelské válce (15. května 1948) byla arabská vesnice al-Zeeb dobyta židovskými silami a její obyvatelé uprchli. Zástavba vesnice pak byla v prosinci 1948 zbořena, s výjimkou mešity a jednoho domu, a nyní je začleněna do turistického areálu v národním parku Achziv.